# Ville des Tours
Pour les articles homonymes, voir Sextius.

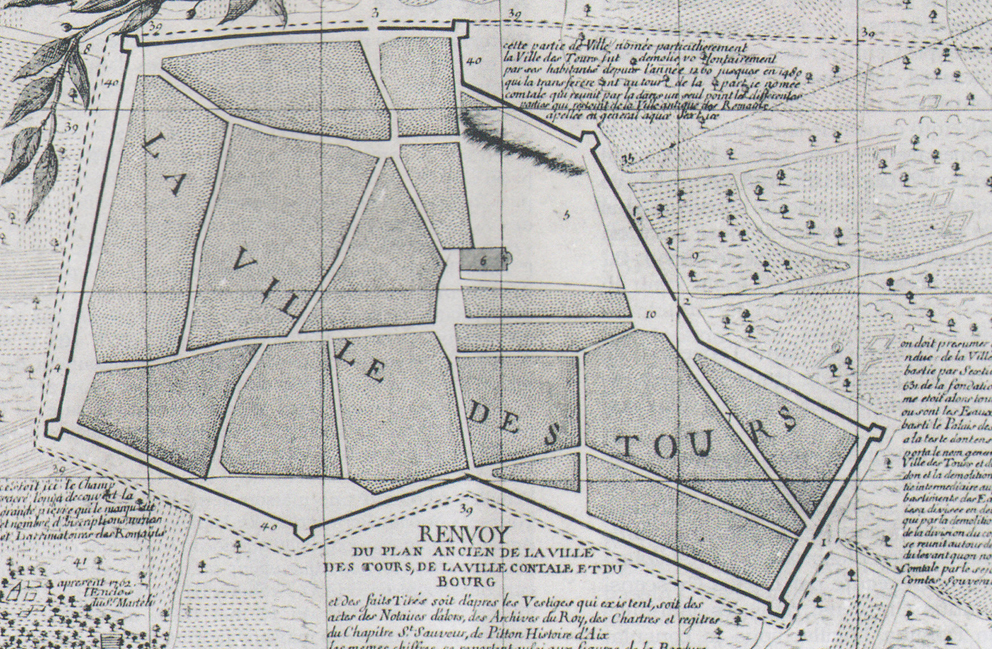
Plan de la ville des Tours (1762) par Étienne Devoux (détail).

La ville des Tours (dénommée en latin villa de Turribus) est l'ancien nom du quartier dénommé au XIXe siècle le « Faubourg », à Aix-en-Provence. Elle se situe à l'emplacement supposé du castrum établi en 124 av. J.-C. par Caius Sextius Calvinus, fondateur de la ville d'Aix. Tombée en désuétude sous le Bas Empire, ruinée par le temps, cette ville renaît à la fin du Haut Moyen Âge au point de compter autant d'habitants que la ville d'Aix elle-même, localisée en partie sur l'actuel quartier du faubourg des Cordeliers (également dénommé faubourg Saint-Jean-Baptiste). Désertée, et pour une bonne partie démantelée, à partir du XIVe siècle, elle n'est rebâtie, sous la forme d'un quartier d'Aix, que peu avant la Révolution où elle reçoit le nom de « Faubourg ». Mais ce n'est qu'en 1811 que le quartier est conçu d'après un plan d'urbanisme sérieux.

## Histoire de la ville des Tours

### Antiquité

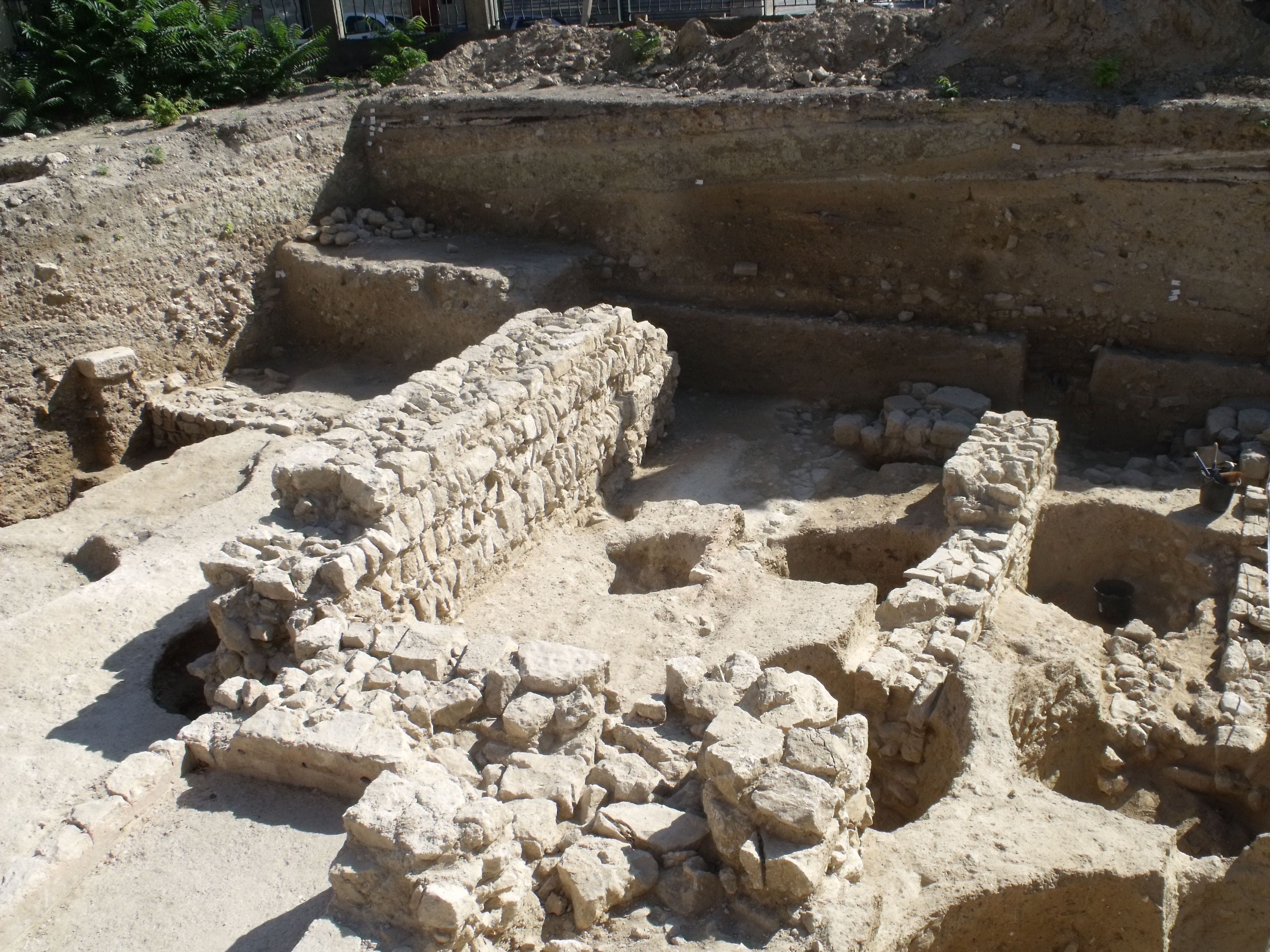
Fouilles de l'été 2010. Découverte du rempart occidental, de la probable voie aurélienne, ainsi que de bâtiments et de silos de l'Antiquité tardive.

Ce faubourg est habité dès l'Antiquité alors qu'Aix, colonie romaine, porte le nom d'Aquae Sextiae. De nombreux nobles y vivent. Sous le Haut Empire, c'est un quartier de grands édifices publics. Une fouille préventive a permis, durant l'été 2010, de mettre au jour une partie du rempart antique occidental de la ville, près de l'église de Notre-Dame de la Seds, et de constater que cette limite aux habitations n'avait pas varié depuis l'Antiquité jusqu'au Moyen Âge. Le rempart a été bordé, dès l'Antiquité, d'une voie majeure que certains archéologue supposent être un tronçon de voie Aurélienne. Au fil des siècles, le bas du rempart, côté voie romaine, se dégrade progressivement en raison de l'amas de détritus retrouvés et qui semble témoigner de ce que cette zone a servi de dépotoir aux habitants de la ville qui déversaient leurs immondices depuis le haut du rempart, surtout à partir du IVe siècle. À l'époque de la ville des Tours, ce qui semble être un grand bâtiment a été construit adossé au rempart. 17 silos à grain ont été retrouvés dans ce bâtiment. On ne peut toutefois affirmer qu'il s'agissait d'un bâtiment agricole dès sa construction, des éléments pouvant laisser supposer aussi qu'il s'agissait alors d'un élément défensif de la ville.
Après découverte de ces éléments architecturaux, le site est rebouché pour permettre la construction de bâtiments modernes.

#### Le théâtre d'Aix
Un théâtre romain s'étend sur un vaste terrain, sur lequel est érigée l'actuelle église de Notre-Dame de la Seds, dédiée à Marie. Ce théâtre a été révélé par des fouilles archéologiques réalisées en 2004. Les premiers sondages sont réalisés en 1990 et confirment la présence du théâtre en cet endroit. En 2002, la commune d'Aix-en-Provence se porte acquéreur de la zone à explorer, alors propriété des Sœurs du Saint Sacrement. L'année suivante, le monument est localisé et, en 2004, identifié par une campagne d'évaluation. Le théâtre antique d'Aix n'a perduré que jusqu'au Ve siècle environ. À cette date, son démantèlement avait été entamé et ses matériaux ont servi pour la construction de bâtiments divers qui ont peu à peu colonisé le terrain, jusqu'à en faire oublier l'existence, même si, dans les siècles qui suivent, et au moins jusqu'au Moyen Âge, les habitants de la ville des Tours sont conscients de la présence du théâtre sous leurs pieds ; il est même probable que quelques vestiges émergent encore du sol. Des dénominations de rues, comme « rue des Arènes » en témoignent. Des documents médiévaux évoquent la présence de ce monument antique : cum carriera de Arenis (1344) et cum traversia qua itur ad arenas (même date). Un document du 6 juin 1344 signale une maison avec casal in arenis (« dans les arènes »).

#### L'église Notre-Dame de la Seds

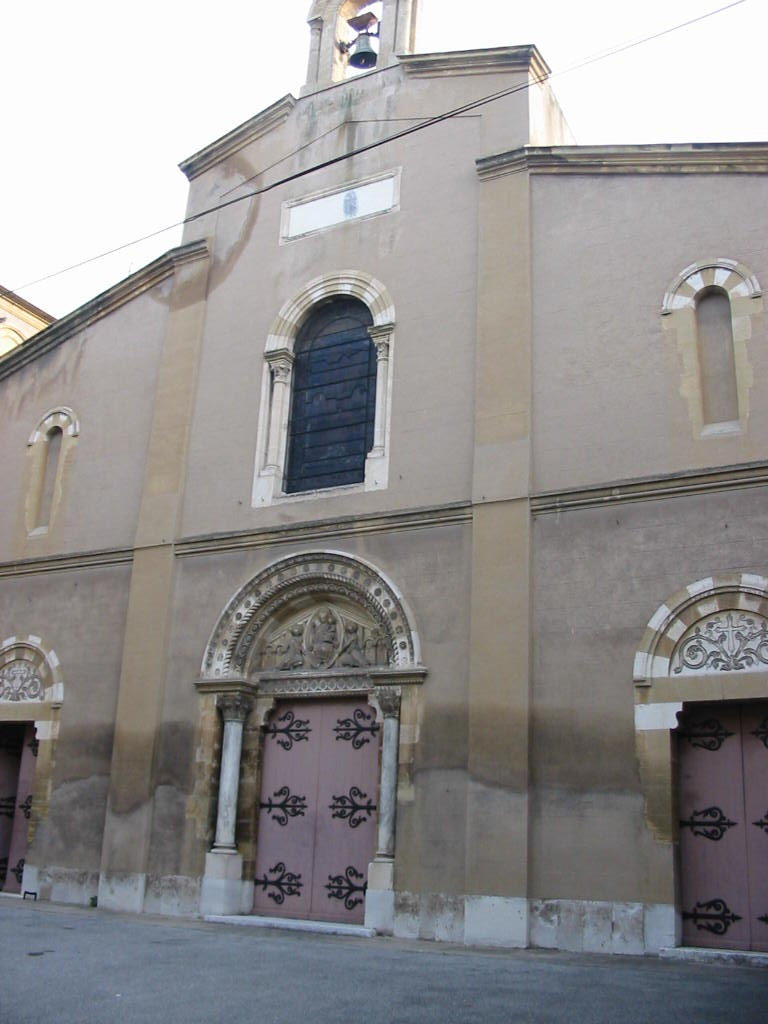
Façade de l'église Notre-Dame de la Seds.

Cette église, dont le patron n'était autre que saint Mitre, reçoit ce nom de "la Seds" car elle est la résidence des premiers évêques d'Aix (ecclesia Beatae Mariae de Sede episcopali). On peut sans difficulté imaginer un bourg se développer à l'est de cette église.

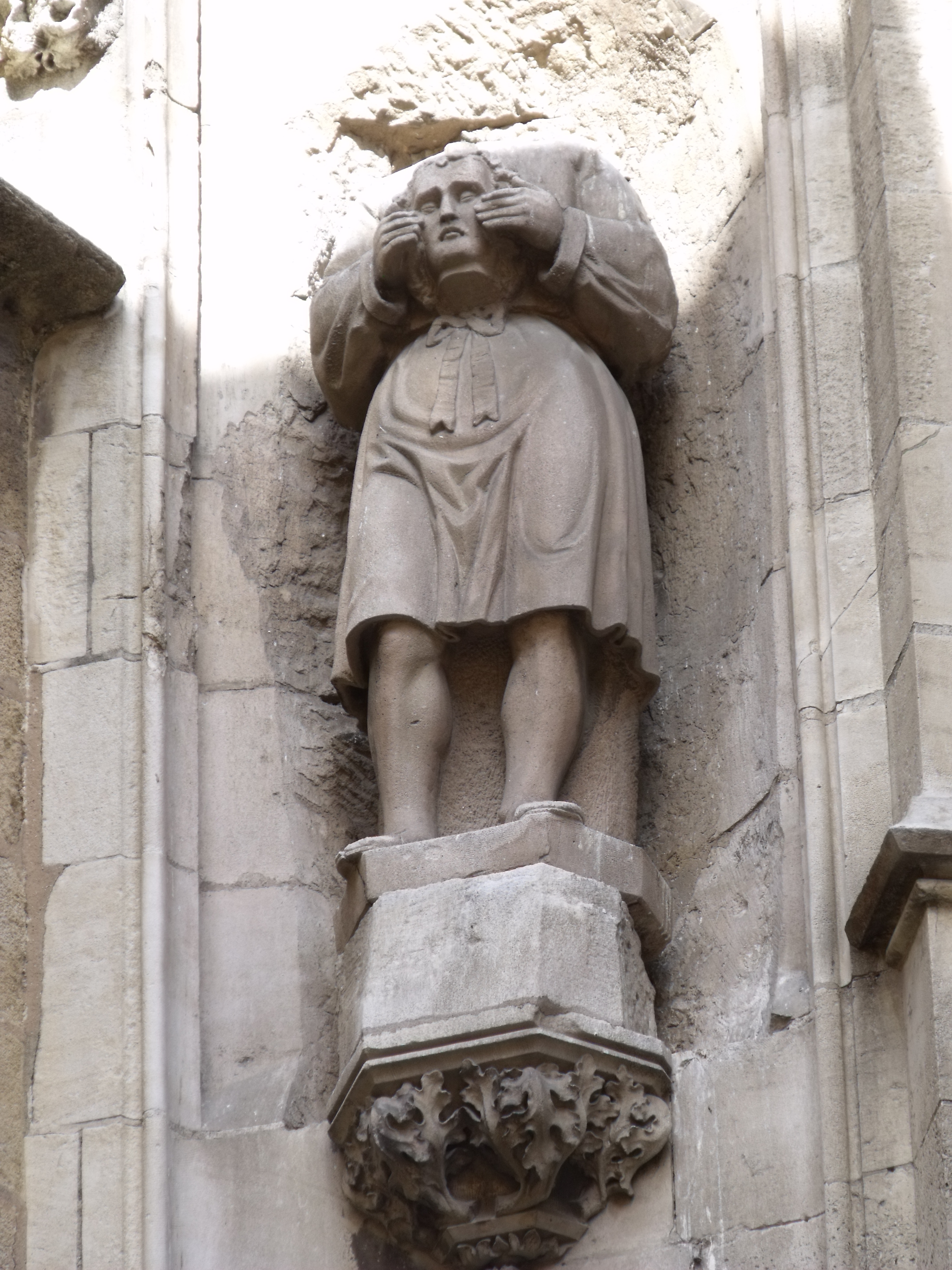
Une statue représentant la légende de saint Mitre sur la façade de la cathédrale Saint-Sauveur.

Une église primitive, dédiée à la Vierge, semble avoir existé sur le site dès le IVe siècle, dans ce qui était alors la ville d'Aquae Sextiae, et aurait été reconstruite au XIe siècle. Elle abrite jusqu'à cette époque le chapitre métropolitain qui élit alors résidence à Saint-Sauveur. Des origines au mois d'octobre 1383, Notre-Dame de la Seds conserve les reliques de saint Mitre. Son tombeau se trouve alors dans l'abside. Il s'agit d'une tombe en marbre blanc statuaire ornée de bas-reliefs chrétiens. Grégoire de Tours évoque le culte rendu à Mitre en cette église au temps de l'évêque Francon (vers 566). Au VIIIe siècle, la ville d'Aix est mise à feu et à sang par les invasions des Sarrasins. Selon Pitton, les Sarrasins ravagent la ville, y mettent le feu, écorchent vifs plusieurs de ses habitants pour cause de religion et en réduisent grand nombre en esclavage. L'église subit une destruction totale, comme quasiment l'ensemble de la ville. Cet événement marque les esprits puisque, des siècles après, l'archevêque Pierre II Gaufridi fait mention de la destruction de l'église dans une charte de 1092.
Mais, comme la ville d'Aix renaît quelques années après sa destruction, l'église Notre-Dame de la Seds est relevée et reste la cathédrale. On n'en connaît pas la date exacte, sinon que cela sa reconstruction est antérieure à 794 puisque, à cette date, l'archevêque d'Aix y siège, demandant même au synode de Francfort que la cathédrale soit rétablie dans ses droits de métropolitaine sur la Narbonnaise seconde. Le terme « Seds » signifie « siège », faisant ainsi état de son statut d'église cathédrale.
Au XIe siècle, l'église connaît la prospérité. Elle devient propriétaire de terres à Moissac. Cette période marque l'apogée de Notre-Dame de la Seds, mais aussi le début de son déclin. La ville des Tours commence à perdre ses habitants, au profit de nouveaux quartiers créés en périphérie immédiate du bourg Saint-Sauveur d'Aix : la ville comtale et le bourg Saint-André. C'est la naissance de ce dernier quartier, accolé à la cathédrale Saint-Sauveur, qui provoque le déplacement de la cathédrale de la Seds à Saint-Sauveur avant 1069. Pourtant, la Seds continue à être desservie par une partie du chapitre au moins jusqu'en 1103. À cette date, une charte de l'archevêque Pierre III fait en effet mention d'ecclesias et honores canonicis beatae Mariae et gloriosi Salvatoris. Un concile provincial s'y assemble même en 1112.
Le chapitre délibère en 1383 de transférer les reliques de Mitre à Saint-Sauveur. Cette translation ne se fait pas sans la résistance des paroissiens de Notre-Dame de la Seds et, en leur nom, Pons Maifredi, vicaire de l'église, vient se poster devant la personne du notaire Raymond Chabaud qui effectue le transfert des reliques. Ce dernier écoute les doléances du vicaire mais lui rit au nez et passe outre.
Selon l'historien aixois Roux-Alphéran, c'est dans la première partie du XVIe siècle que l'église est mise au jour après des siècles d'oubli. Selon la légende, des feux surnaturels sortant de pierre provoquent la découverte des fondations du bâtiment primitif.

### Moyen Âge
Maintes fois ruiné lors des invasions barbares, notamment en 869, plusieurs siècles de violence passent, donnant l'image d'une ville à la défense fragile, quoique fortifiée sans doute. Des échanges s'opèrent fréquemment entre le bourg Saint-Sauveur et la ville des Tours. Lorsque la cathédrale Saint-Sauveur est rebâtie en 1080, par l'archevêque Rostan de Fos et Benoît, prévôt du chapitre, ce même Benoît, résidant en la ville des Tours, vient habiter la nouvelle bâtisse du bourg Saint-Sauveur avec six chanoines de Notre-Dame de la Seds.
Au milieu du XIVe siècle, la ville des Tours se vide progressivement de ses habitants jusqu'à être totalement délaissée. Elle devient une immense carrière. Fernand Benoit explique que de nombreux matériaux de construction en sont extraits pour construire, entre autres, le clocher de la cathédrale Saint-Sauveur ou la chapelle absidiale de Saint-Mitre. L'utilisation de pierres des monuments présents sur place devient monnaie courante et concerne au premier plan les maisons médiévales en ruine. Mais, des monuments antiques semblent aussi concernés par le démantèlement. En 1461, l'archevêque autorise, pour des constructions, l'enlèvement des pierres de murs et de voûtes antiques. L'archéologue Robert Ambard considère que le démantèlement des maisons médiévales construites sur l'emplacement du théâtre antique a dû révéler des structures jusqu'alors cachées et que l'on a identifié à des arènes romaines, au point de donner son nom au quartier.

### Illustres Aixois
Le bourg donne d'illustres dirigeants à la cité aixoise. Des syndics en sont issus (le damoiseau Isnard Duperrier et Guillaume Ricard en 1336 [de la cyté des Tours], Philippe Duperrier en 1351...) Après 1351, on ne trouve plus de mention de la ville des Tours. Selon Roux-Alphéran, c'est vers 1338 que commença le déclin de cette ville. Siège des archevêques d'Aix depuis toujours, l’archevêque Arnaud de Barchesio abandonne la résidence de ses prédécesseurs située à Notre-Dame de la Seds, pour venir se loger près de l’église Saint-Sauveur, au futur Palais archiépiscopal. Dès lors, la ville et son église sont abandonnées et son souvenir s'estompe. Certes, abandonner une église vouée à Marie, dont on laisse la statue dans un coin de l'église Saint-Sauveur, tourmente la conscience des Aixois et lorsque la peste frappe en 1521 et en 1522, on y voit un signe du courroux divin. Des témoins affirmèrent alors que des feux surnaturels sortirent de terre et l'on fit vœu de restaurer Notre-Dame de la Seds. Grâce à Pierre Joannis, membre d'une vieille famille aixoise, les anciennes fondations sont retrouvées et l'on rebâtit l'édifice. Il est ensuite cédé au religieux Simon Guichard, provincial de l'Ordre, le 8 janvier 1556.
Roux-Alphéran cite le nom de plusieurs illustres Aixois nés dans le quartier de Notre-Dame de la Seds :
- Honoré Duranti (1559-1626), prédicateur, confesseur d'Henri III.
- Joseph Victor Thibaud (1587-1662)[16], prédicateur de la princesse Christine de France.
- Timothée de Brianson de Reynier (Aix, 1595-Marseille,1681), religieux des Minimes.
- Antoine Morel (1608-1670)[17], auteur d'ouvrages religieux et ami de l'historien J. S. Pitton.
- Gaspard Laugier (Aix, 1637-Pourrières, 1697)[18], "intrépide faiseur d'anagrammes".
- Sauveur André Pellas (1667-1727), auteur du premier dictionnaire provençal-français[19].
- Toussaint Pasturel (Aix, 1671-Avignon, 1731), poète latin et prédicateur[20].

## Rues du Faubourg (ou ville des Tours)

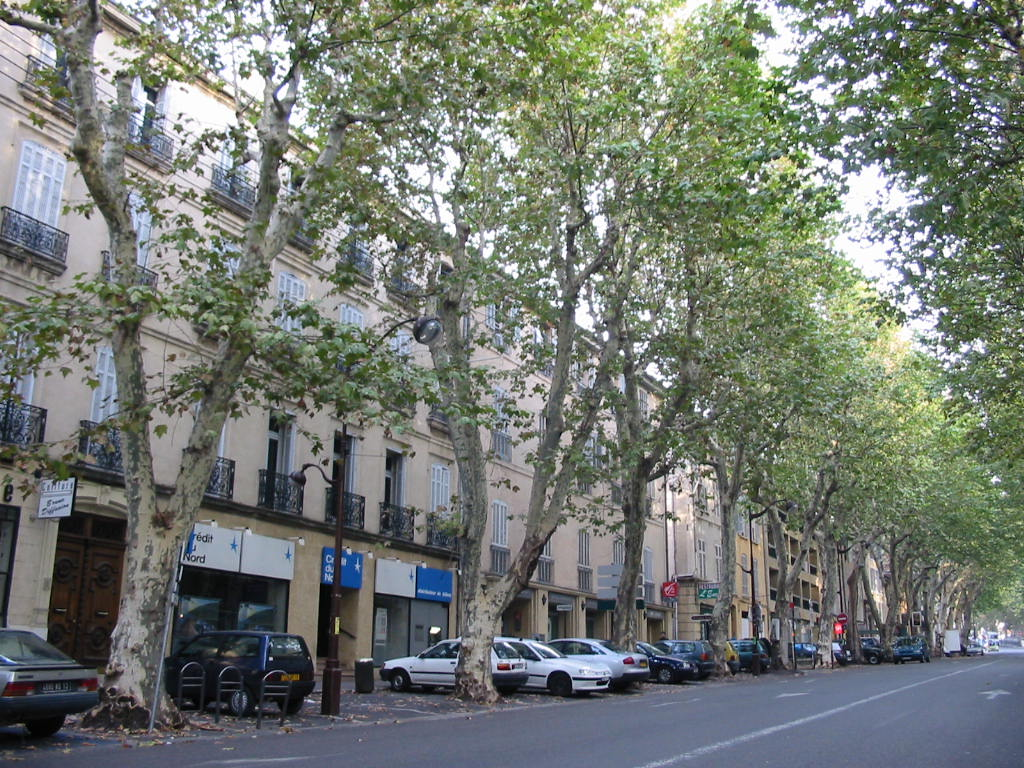
Le cours Sextius aujourd'hui.

Les rues suivantes se trouvent dans le périmètre de l'ancienne ville des Tours :
- Avenue de Lattre de Tassigny
- Avenue Jean Dalmas
- Cours de Minimes

Actuelles limites du Faubourg :
- Cours Sextius
- Avenue de Lattre de Tassigny
- Boulevard de la République
- Rue de la Molle

Des fouilles menées en septembre 2010 ont révélé que la fortification antique (Ier – IIIe siècles) était bordée de ce que l'on pourrait considérer comme une « voie périphérique ». Des silos ont été mis au jour au croisement du cours des Minimes avec la rue Jean-Dalmas et la rue des Bœufs.